# China Open 2004 - Qualificazioni singolare maschile
Le qualificazioni del singolare maschile del China Open 2004 sono state un torneo di tennis preliminare per accedere alla fase finale della manifestazione. I vincitori dell'ultimo turno sono entrati di diritto nel tabellone principale. In caso di ritiro di uno o più giocatori aventi diritto a questi sono subentrati i lucky loser, ossia i giocatori che hanno perso nell'ultimo turno ma che avevano una classifica più alta rispetto agli altri partecipanti che avevano comunque perso nel turno finale.
Le qualificazioni del torneo China Open 2004 prevedevano 32 partecipanti di cui 4 sono entrati nel tabellone principale.

## Teste di serie
1. Peter Luczak (Qualificato)
2. Arvind Parmar (Qualificato)
3. Gilles Simon (primo turno)
4. Jamie Delgado (secondo turno)

1. Jo-Wilfried Tsonga (Qualificato)
2. Tasuku Iwami (secondo turno)
3. Prakash Amritraj (ultimo turno)
4. Paul Logtens (ultimo turno)

## Qualificati
1. Peter Luczak
2. Arvind Parmar

1. Nathan Healey
2. Jo-Wilfried Tsonga

## Tabellone

### Legenda
| - Q = Qualificato - WC = Wild card - LL = Lucky loser | - ALT = Alternate - SE = Special Exempt - PR = Protected Ranking | - w/o = Walkover - r = Ritirato - d = Squalificato |

### Sezione 1
|  | Primo turno | Primo turno       | Primo turno       | Primo turno | Primo turno |  |  | Secondo turno | Secondo turno    | Secondo turno    | Secondo turno    | Secondo turno |   |   | Ultimo turno | Ultimo turno | Ultimo turno | Ultimo turno | Ultimo turno |  |
|  |             |                   |                   |             |             |  |  |               |                  |                  |                  |               |   |   |              |              |              |              |              |  |
|  | 1           | Peter Luczak      | Peter Luczak      | 6           | 6           |  |  |               |                  |                  |                  |               |   |   |              |              |              |              |              |  |
|  |             | Laurent Recouderc | Laurent Recouderc | 4           | 1           |  |  | 1             | Peter Luczak     | Peter Luczak     | 6                | 6             |   |   |              |              |              |              |              |  |
|  | Li Zhe      | Li Zhe            | Li Zhe            | 7           | 7           |  |  |               | Li Zhe           | Li Zhe           | 2                | 2             |   |   |              |              |              |              |              |  |
|  | Wang Yu     | Wang Yu           | Wang Yu           | 6           | 65          |  |  |               |                  |                  |                  |               |   |   | 1            | Peter Luczak | 62           | 6            | 6            |  |
|  | Hui Zhang   | Hui Zhang         | 6                 | 2           | 7           |  |  |               |                  | 7                | Prakash Amritraj | 7             | 2 | 2 |              |              |              |              |              |  |
|  | Bin Cui     | Bin Cui           | 2                 | 6           | 5           |  |  |               | Hui Zhang        | Hui Zhang        | 3                | 1             |   |   |              |              |              |              |              |  |
|  | 7           | Prakash Amritraj  | Prakash Amritraj  | 6           | 6           |  |  | 7             | Prakash Amritraj | Prakash Amritraj | 6                | 6             |   |   |              |              |              |              |              |  |
|  |             | Gao Wan           | Gao Wan           | 0           | 2           |  |  |               |                  |                  |                  |               |   |   |              |              |              |              |              |  |

### Sezione 2
|  | Primo turno          | Primo turno          | Primo turno          | Primo turno | Primo turno |  |  | Secondo turno | Secondo turno        | Secondo turno | Secondo turno        | Secondo turno        |   |   | Ultimo turno | Ultimo turno  | Ultimo turno  | Ultimo turno | Ultimo turno |  |
|  |                      |                      |                      |             |             |  |  |               |                      |               |                      |                      |   |   |              |               |               |              |              |  |
|  | 2                    | Arvind Parmar        | Arvind Parmar        | 6           | 6           |  |  |               |                      |               |                      |                      |   |   |              |               |               |              |              |  |
|  |                      | Jing-Yi Li           | Jing-Yi Li           | 4           | 4           |  |  | 2             | Arvind Parmar        | Arvind Parmar | 6                    | 6                    |   |   |              |               |               |              |              |  |
|  | Yaoki Ishii          | Yaoki Ishii          | Yaoki Ishii          | 6           | 6           |  |  |               | Yaoki Ishii          | Yaoki Ishii   | 3                    | 0                    |   |   |              |               |               |              |              |  |
|  | Zhen-Bao Yang        | Zhen-Bao Yang        | Zhen-Bao Yang        | 2           | 4           |  |  |               |                      |               |                      |                      |   |   | 2            | Arvind Parmar | Arvind Parmar | 6            | 6            |  |
|  | Aleksandr Kudrjavcev | Aleksandr Kudrjavcev | Aleksandr Kudrjavcev | 6           | 7           |  |  |               |                      |               | Aleksandr Kudrjavcev | Aleksandr Kudrjavcev | 4 | 1 |              |               |               |              |              |  |
|  | Yue Wang             | Yue Wang             | Yue Wang             | 0           | 6           |  |  |               | Aleksandr Kudrjavcev | 6             | 1                    | 7                    |   |   |              |               |               |              |              |  |
|  | 6                    | Tasuku Iwami         | Tasuku Iwami         | 6           | 6           |  |  | 6             | Tasuku Iwami         | 3             | 6                    | 65                   |   |   |              |               |               |              |              |  |
|  |                      | Zhi-Qiang Wu         | Zhi-Qiang Wu         | 0           | 0           |  |  |               |                      |               |                      |                      |   |   |              |               |               |              |              |  |

### Sezione 3
|  | Primo turno      | Primo turno      | Primo turno      | Primo turno | Primo turno |  |  | Secondo turno    | Secondo turno    | Secondo turno    | Secondo turno | Secondo turno |   |   | Ultimo turno | Ultimo turno  | Ultimo turno  | Ultimo turno | Ultimo turno |  |
|  |                  |                  |                  |             |             |  |  |                  |                  |                  |               |               |   |   |              |               |               |              |              |  |
|  |                  | Nathan Healey    | Nathan Healey    | 6           | 7           |  |  |                  |                  |                  |               |               |   |   |              |               |               |              |              |  |
|  | 3                | Gilles Simon     | Gilles Simon     | 4           | 64          |  |  | Nathan Healey    | Nathan Healey    | Nathan Healey    | 6             | 6             |   |   |              |               |               |              |              |  |
|  | Toshihide Matsui | Toshihide Matsui | Toshihide Matsui | 6           | 6           |  |  | Toshihide Matsui | Toshihide Matsui | Toshihide Matsui | 4             | 3             |   |   |              |               |               |              |              |  |
|  | Miao Cui         | Miao Cui         | Miao Cui         | 3           | 2           |  |  |                  |                  |                  |               |               |   |   |              | Nathan Healey | Nathan Healey | 7            | 6            |  |
|  | Xiang Li         | Xiang Li         | Xiang Li         | 6           | 6           |  |  |                  |                  | 8                | Paul Logtens  | Paul Logtens  | 5 | 4 |              |               |               |              |              |  |
|  | Yang Bai         | Yang Bai         | Yang Bai         | 2           | 2           |  |  |                  | Xiang Li         | Xiang Li         | 3             | 2             |   |   |              |               |               |              |              |  |
|  | 8                | Paul Logtens     | Paul Logtens     | 6           | 6           |  |  | 8                | Paul Logtens     | Paul Logtens     | 6             | 6             |   |   |              |               |               |              |              |  |
|  |                  | Ran Xu           | Ran Xu           | 1           | 2           |  |  |                  |                  |                  |               |               |   |   |              |               |               |              |              |  |

### Sezione 4
|  | Primo turno      | Primo turno        | Primo turno    | Primo turno | Primo turno |  |  | Secondo turno | Secondo turno      | Secondo turno      | Secondo turno      | Secondo turno      |   |   | Ultimo turno | Ultimo turno | Ultimo turno | Ultimo turno | Ultimo turno |  |
|  |                  |                    |                |             |             |  |  |               |                    |                    |                    |                    |   |   |              |              |              |              |              |  |
|  | 4                | Jamie Delgado      | Jamie Delgado  | 6           | 6           |  |  |               |                    |                    |                    |                    |   |   |              |              |              |              |              |  |
|  |                  | Wei-Guang Yang     | Wei-Guang Yang | 3           | 0           |  |  | 4             | Jamie Delgado      | 6                  | 2                  | 4                  |   |   |              |              |              |              |              |  |
|  | Luka Gregorc     | Luka Gregorc       | Luka Gregorc   | 6           | 6           |  |  |               | Luka Gregorc       | 1                  | 6                  | 6                  |   |   |              |              |              |              |              |  |
|  | Tian-Yu Xu       | Tian-Yu Xu         | Tian-Yu Xu     | 1           | 0           |  |  |               |                    |                    |                    |                    |   |   |              | Luka Gregorc | Luka Gregorc | 3            | 2            |  |
|  | Gabriel Montilla | Gabriel Montilla   | 3              | 6           | 6           |  |  |               |                    | 5                  | Jo-Wilfried Tsonga | Jo-Wilfried Tsonga | 6 | 6 |              |              |              |              |              |  |
|  | Andrej Merinov   | Andrej Merinov     | 6              | 2           | 2           |  |  |               | Gabriel Montilla   | Gabriel Montilla   | 2                  | 4                  |   |   |              |              |              |              |              |  |
|  | 5                | Jo-Wilfried Tsonga | 2              | 6           | 6           |  |  | 5             | Jo-Wilfried Tsonga | Jo-Wilfried Tsonga | 6                  | 6                  |   |   |              |              |              |              |              |  |
|  |                  | Vadim Davletšin    | 6              | 4           | 3           |  |  |               |                    |                    |                    |                    |   |   |              |              |              |              |              |  |